# Couto de Magalhães de Minas
Couto de Magalhães de Minas este un oraș în unitatea federativă Minas Gerais (MG), Brazilia.